# 타라 벅

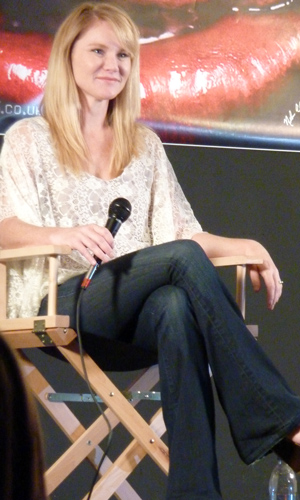

타라 벅(Tara Buck, 1975년 3월 16일 ~ )은 미국의 배우, 텔레비전 배우, 연극 배우, 영화배우이다.

## 방송
- 트루 블러드 시즌7
- 트루 블러드 시즌6
- 트루 블러드 시즌4
- 트루 블러드 시즌3
- 트루 블러드 시즌2

## 영화
- 피위의 빅 홀리데이 (2016년)
- 더 데블스 도어 (2014년)
- 나이트 비지터 (2013년)
- 메데아스 (2013년)
- 투모로우 유아 곤 (2012년)
- K-11 (2012년) - 크리스탈 역
- 더 라이프 존 (2011년)
- 트루 블러드 (2008년)
- 닙턱 (2003년)